# Sebastián Portigliatti
Sebastián Portigliatti (San Francisco, Provincia de Córdoba, Argentina; 1 de marzo de 1985) es un futbolista argentino. Juega como arquero y su primer equipo fue Sportivo Belgrano. Actualmente milita en CD Benicarlo , de Regional Preferente Valenciana.

## Clubes
| Club                  | País      | Año         |
| --------------------- | --------- | ----------- |
| Sportivo Belgrano     | Argentina | 2007-2008   |
| Ferro                 | Argentina | 2008-2009   |
| Sportivo Belgrano     | Argentina | 2009        |
| ASD Misano            | Italia    | 2010        |
| Juventud de Pergamino | Argentina | 2010-2011   |
| El Linqueño           | Argentina | 2011-2012   |
| San Martín de Mendoza | Argentina | 2012-2013   |
| Jorge Newbery         | Argentina | 2013        |
| Motagua               | Honduras  | 2014-2016   |
| Juticalpa FC          | Honduras  | 2016-2017   |
| Sportivo Belgrano     | Argentina | 2017-2019   |
| Benicarló             | España    | 2019-2022   |
| UE Rapitenca          | España    | 2022 - 2023 |
| Vinaròs CF            | España    | 2023- act.  |

## Palmarés

### Campeonatos nacionales
| Título           | Club           | País     | Año  |
| ---------------- | -------------- | -------- | ---- |
| Torneo Apertura  | Motagua        | Honduras | 2014 |
| Copa de Honduras | Juticalpa F.C. | Honduras | 2016 |

### Distinciones individuales
| Distinción                                          | Otorgada por | Año  |
| --------------------------------------------------- | ------------ | ---- |
| Portero menos abatido del Clausura 2014 de Honduras | LNFPH        | 2014 |
| Mejor extranjero de la Liga Nacional de Honduras    | Diario Diez  | 2014 |